# Thác Đầu Đẳng

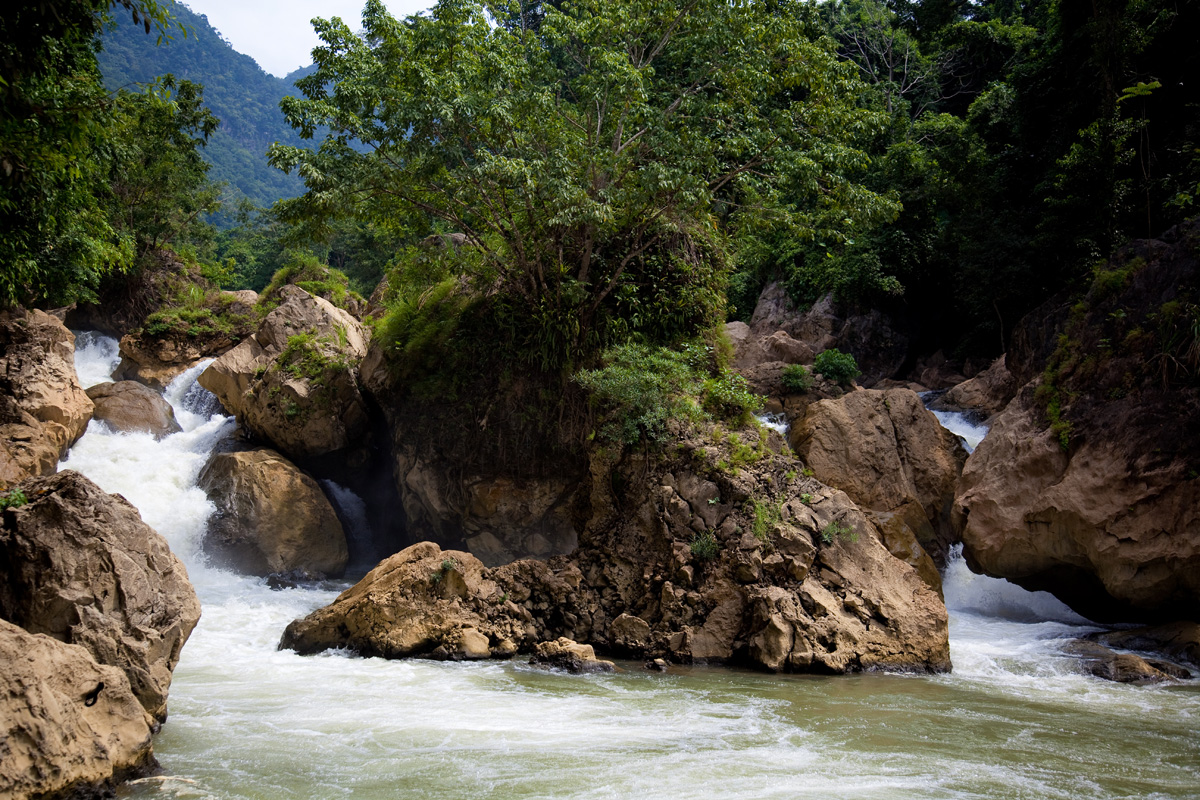
Một phần thác Đầu Đẳng

Thác Đầu Đẳng là một thắng cảnh trong khu vực Vườn quốc gia Ba Bể, huyện Ba Bể, tỉnh Bắc Kạn, Việt Nam.
Thác Đầu Đẳng nằm trên dòng sông Năng, ở nơi giáp ranh giữa Bắc Kạn với tỉnh Tuyên Quang. Thác cách thị trấn Chợ Rã khoảng 16 km.
Sông Năng sau khi luồn dưới núi đá vôi Lũng Nham tạo thành động Puông khi chảy đến bản Húa Tạng thì bị hàng trăm tảng đá lớn chặn lại tạ thành dòng thác. Thác Đầu Đẳng hùng vĩ với chiều dài hơn 1.000 mét, thác tạo thành ba bậc, bậc trên chênh với bậc dưới từ 3 đến 4 mét theo chiều dài.
Thác Đầu Đẳng nằm giữa hai dãy núi đá vôi, có độ dốc lớn, là nơi con sông Năng bị chặn lại bởi những tảng đá lớn, nhỏ xếp chồng lên nhau với độ dốc chừng 500m, tạo thành một thác nước kỳ vĩ, hoà với phong cảnh rừng nguyên sinh. Tại khu vực thác Đầu Đẳng còn xuất hiện loại cá chiên với những con nặng trên 10 kg, đây là loại cá hiếm thấy hiện nay. Có thể ngồi ngắm thác trên những phiến đá lớn hoặc trên ban công gỗ xây phía trên cao.